# Аришево
Ари́шево (рос. Арышево) — присілок у складі Яйського округу Кемеровської області, Росія.

## Населення
Населення — 133 особи (2010; 144 у 2002).
Національний склад (станом на 2002 рік):
- росіяни — 95 %